# ウィンブルドン現象

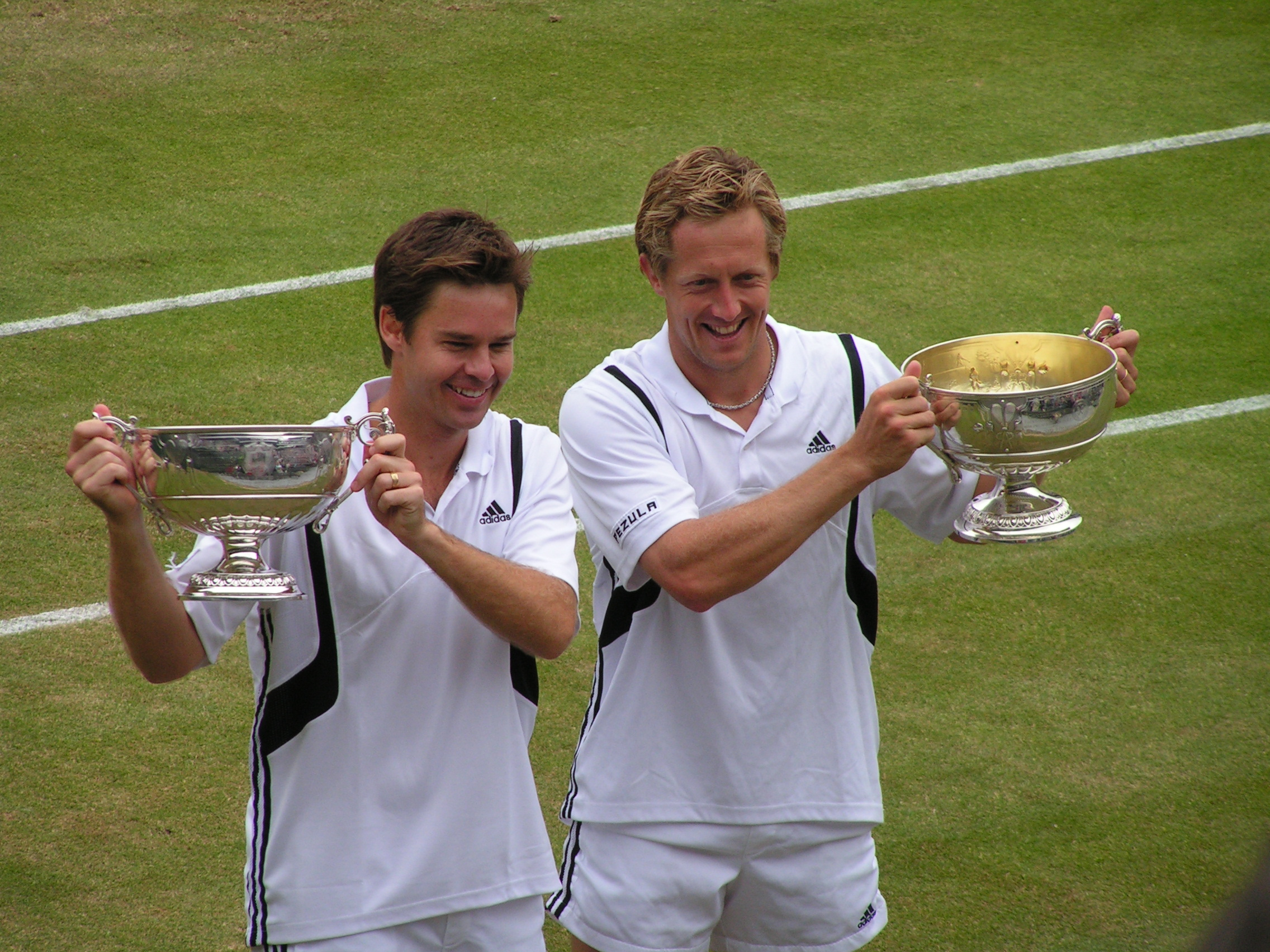
2002年度から2004年度にかけてのウィンブルドン選手権における男子ダブルスに君臨したオーストラリア出身のトッド・ウッドブリッジとスウェーデン出身のヨナス・ビョークマン。

ウィンブルドン現象（ウィンブルドンげんしょう）とは、「門戸を開放した結果、外来勢が優勢になり、地元勢が消沈または淘汰される」ことをいう。狭義には、市場経済において「自由競争による地元勢の淘汰」を表す用語である。特に、市場開放により外資系企業により国内系企業が淘汰されてしまうことをいう。ウィンブルドン効果（ウィンブルドンこうか）とも呼ばれる。

## 概要
市場経済において自由競争が進んだため、市場そのものは隆盛を続ける一方で、元々その場にいて「本来は地元の利を得られるはずの者」が敗れ、退出する、あるいは買収されること。
競争により経済が活性化し望ましいという見方と、在来のものが除外され望ましくないという見方がある。

## 語源
語源はテニスのウィンブルドン選手権。もともとは地味なローカルテニス大会であったが、レギュレーションを変更して成功し、同選手権に世界中から強豪が集まる世界最高峰の大会となったものの、開催地イギリスの選手が勝ち上がれなくなってしまった。男子シングルスでは1936年のフレッド・ペリーの優勝から2013年のアンディ・マレーの優勝までの77年間、イギリス人の優勝がなかった。また、女子シングルスでは1977年のバージニア・ウェードの優勝を最後に40年以上イギリス人の優勝者は出ていない。

## スポーツ・ゲーム界における現象

### 大相撲

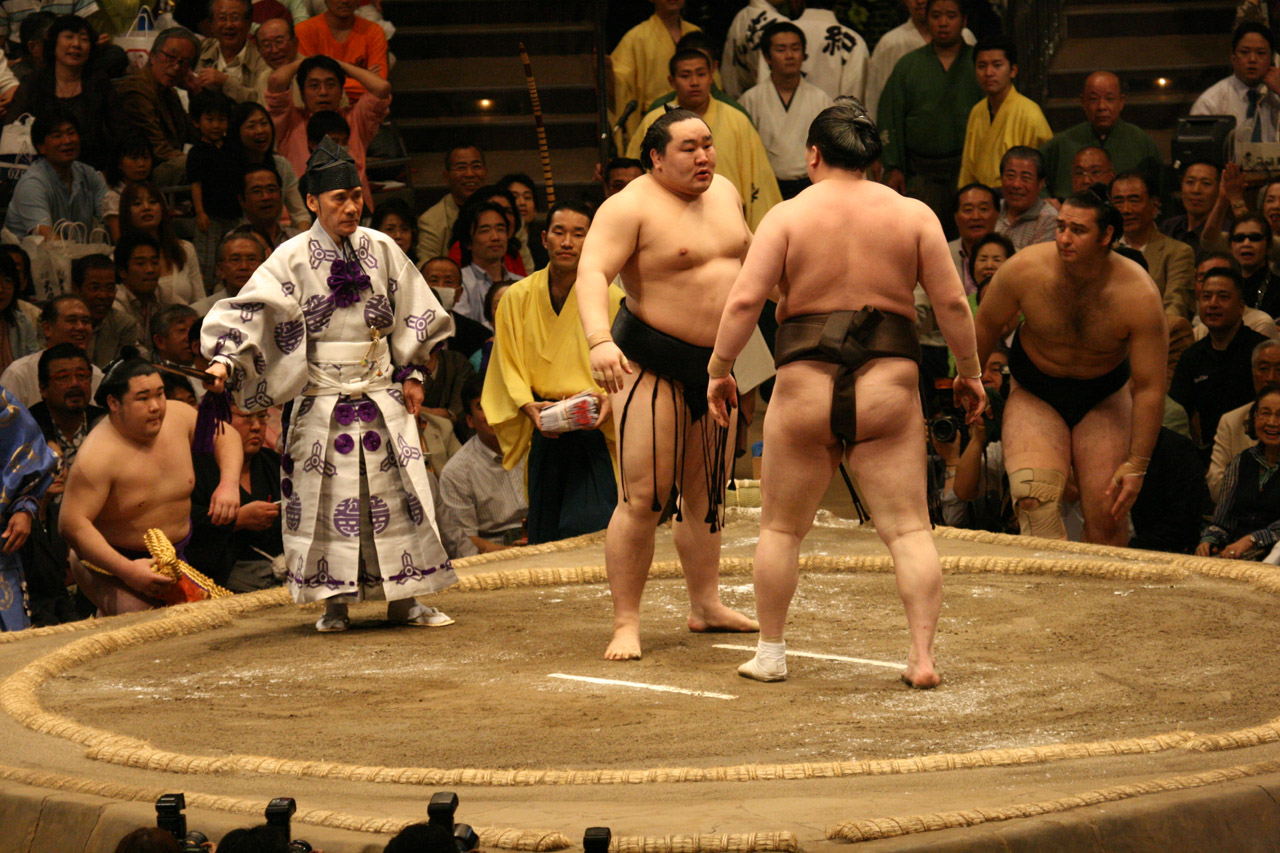
ともにモンゴル国出身の第68代横綱・朝青龍明徳と第69代横綱・白鵬翔

日本の国技と言われている大相撲では、現在モンゴル国やポリネシア、東欧など世界各地から才能のある選手が集まり、相撲内容は多彩になった。しかし、それと同時に地元である日本出身の力士が、現在に至るまで長期間活躍出来ていないという様子が、ウィンブルドン現象に例えられる場合がある。
幕内最高優勝では、2006年1月場所の栃東大裕（3回目の優勝）以降は、2016年1月場所の琴奨菊和弘の初優勝まで丁度10年間にわたり、日本出身力士の幕内優勝が一人も出なかった（ただし2012年5月場所、モンゴル出身で日本国籍を取得済の旭天鵬勝が平幕優勝）。また2003年1月場所限りで貴乃花光司が現役引退してから2017年3月場所に稀勢の里寛が横綱になるまで、14年間も日本出身の横綱が存在していなかった。さらに日本出身の横綱は1998年5月場所後の若乃花勝から前述の稀勢の里までに19年間誕生せず（ただしハワイ出身で日本国籍を取得済の武蔵丸光洋が1999年5月場所後に第67代横綱に昇進）、2019年1月場所限りで稀勢の里が現役引退して以降2025年5月場所後に大の里泰輝が昇進するまで6年間再び日本出身横綱不在となっていた（ただしモンゴル出身の第69代横綱白鵬翔が2019年9月場所前に日本国籍を取得、それに同じくモンゴル出身の第71代横綱鶴竜力三郎も2021年1月場所前に日本国籍を取得、続いて同じくモンゴル出身の第73代横綱照ノ富士春雄も横綱昇進直後の2021年9月場所前に日本国籍を取得）。また日本出身の横綱同士の対戦となると、1991年7月場所の北勝海信芳と旭富士正也の取組を最後に30年以上も実現しておらず、日本国籍の横綱同士の対戦ですら2002年9月場所の貴乃花と武蔵丸の対戦が最後である。
そして大関以上の地位では、霧島一博の関脇陥落により1993年1月場所で小錦八十吉・曙太郎（2人とも大関）、魁皇博之の現役引退により2011年9月場所で白鵬翔（横綱）・琴欧洲勝紀・日馬富士公平・把瑠都凱斗（3人共大関）と、日本出身力士が一人もいない事態となってしまう。しかし翌場所の1993年3月場所で貴ノ花光司（のち貴乃花）が、また2011年11月場所で琴奨菊和弘が新大関になったことにより、現在日本出身力士で大関以上の不在は合計2場所である。

### 日米プロゴルフ
全米女子プロゴルフ協会（LPGA）主催試合において、2000年代以降、アメリカ合衆国以外の出身選手の参戦が顕著となり、とりわけ、1998年全米女子プロゴルフ選手権で優勝した朴セリの成功をきっかけに大量にツアーに参戦した韓国出身選手が多くの大会で優勝するにつれ、2008年に全米女子プロゴルフ選手権を放送したザ・ゴルフ・チャンネルの中継中、「韓国選手があまりにも多く、米国選手の活躍が少なくなり、米国内で視聴率が落ちている」とコメントされるほどの事態となり、実際に年々大会数や賞金規模が縮小、2012年には、賞金総額こそ4772万ドル（約44億円）と日本女子ツアーを上回ったものの、トーナメント数はついに30試合を割って29試合（日本開催のミズノクラシックも含む）となった。
同様の現象は日本女子プロゴルフ協会主催試合においても見られ、2012年には、実にツアー35大会中16試合で韓国人選手が優勝を飾り、賞金ランクのベスト10には5人の選手が名を連ね、総額およそ10億円を勝ち取った。
ここまで韓国人選手の海外ツアー参戦志向が強いのは、2012年の韓国のツアー数が22試合、賞金総額が日本のおよそ3分の1程度、賞金女王の賞金額が日本の女子ツアーでは20位相当であるなど、ひとえに韓国内のツアー数及び賞金額が少ないことに加え、コースの質やギャラリーのマナーなども韓国に比べ格段に上であるなどの理由がある。男子選手においてはさらに海外志向が顕著で、有力選手の海外流出が相次いだこともあって、国内ツアーのテレビ視聴率が女子ツアーの3分の1にも満たず、試合数も2012年には16試合に減り、賞金総額が女子ツアーよりも少なくなるという事態にまで発展、それがさらに海外志向に拍車をかけるという事態になっている。
なお、日本の女子プロゴルフツアーではこの韓国人選手の活躍より前、1980年代から1990年代前半にかけて台湾出身選手の活躍が目覚ましく、1982年からの5年連続を含む7回の賞金女王に輝いた涂阿玉を筆頭とした「台湾旋風」が起こっていた。

### 日本の囲碁
呉清源の登場時点で日本の棋士は勝てないと言われていた。特に2000年代には国内タイトルでも海外勢が圧倒し、苦戦が目立った。

## 金融市場における現象
1980年代、マーガレット・サッチャー政権によりビッグバンと呼ばれる大規模な金融市場の規制緩和が行われた結果、シティ（ロンドン金融市場の中心地）は発展を続けたものの、地場の伝統ある金融機関のほとんどが外資系金融機関に買収された。以下、典型的な数例を挙げる。
モルガン・グレンフェル銀行
19世紀半ばに創業したロンドンの投資銀行は1989年にドイツ銀行に買収された。
ベアリングス銀行
1762年創業の伝統あるマーチャント・バンクだったが、シンガポール支店の一トレーダー（ニック・リーソン）の投機の失敗がもとで、1995年、オランダの金融グループINGに救済買収された。
クラインウォート・ベンソン
1786年にその創業起源を持つマーチャント・バンク。1995年にドイツの金融グループ、ドレスナー銀行に吸収された。
カゼノヴ
1823年創業の株式ブローカーであり、小規模ながらイギリスの有名企業、富裕著名人の多くを顧客としていることで有名だった。同社は「シティで最後の独立系投資銀行」といわれていたが、2004年にアメリカのJPモルガン・チェースに事実上買収された。

## 産業界における現象
1970年代、日欧の電機メーカーは、電卓、テレビ、白物家電、ファクシミリなどの家電で米国へ輸出攻勢をかけた。この結果、エディソン以来の電気製品の本家的存在である米国ではこれらを生産するメーカーが、その分野から撤収するか、あるいは破綻した。1990年代からは中韓台の電機メーカーが台頭し、日本の電機メーカーの被買収や譲渡が相次いだ。
自動車産業も同様の構図で、クライスラーとGMが日本車などに追われて破綻を経験し、デトロイト市も財政破綻した。

## 参照
1. ↑  ただしその後も、1998年7月場所から2000年3月場所まで日本出身横綱の2名以上同時在位（若乃花勝・貴乃花光司）自体はあった（同部屋かつ兄弟のため優勝決定戦を除き対戦なし、両者の横綱在位中に優勝決定戦での対戦なし）。
2. ↑  “＜ゴルフ＞多過ぎる韓国人選手に悩むLPGA”. 中央日報日本語版. (2008年6月10日)
3. 1 2  “【ゴルフ】韓国人選手がこぞって日本ツアーに参戦するワケ”. Sportiva (集英社):  p. 3. (2013年3月7日)
4. 1 2  “【ゴルフ】韓国人選手がこぞって日本ツアーに参戦するワケ”. Sportiva (集英社):  p. 1. (2013年3月7日)
5. ↑  “【ゴルフ】韓国人選手がこぞって日本ツアーに参戦するワケ”. Sportiva (集英社):  p. 2. (2013年3月7日)
6. ↑  “LPGAの歴史”. 一般社団法人日本女子プロゴルフ協会. 2013年7月8日閲覧。
7. ↑  坂口安吾 碁にも名人戦つくれ
8. ↑  読売新聞 囲碁コラム：岡目八目　柳時熏さん（４）